# Roscoea cautleyoides
Roscoea cautleyoides är en enhjärtbladig växtart som beskrevs av François Gagnepain. Roscoea cautleyoides ingår i släktet Roscoea och familjen Zingiberaceae. Inga underarter finns listade i Catalogue of Life.

## Bildgalleri

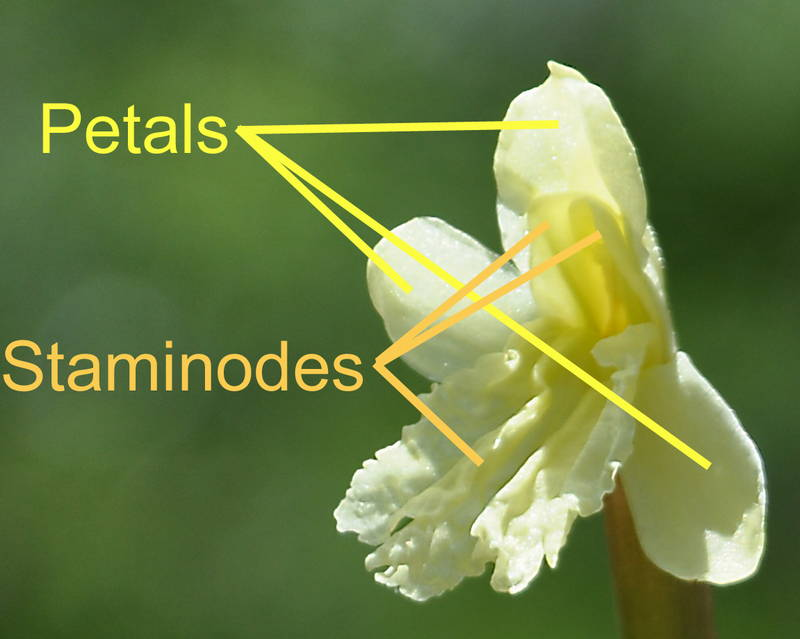
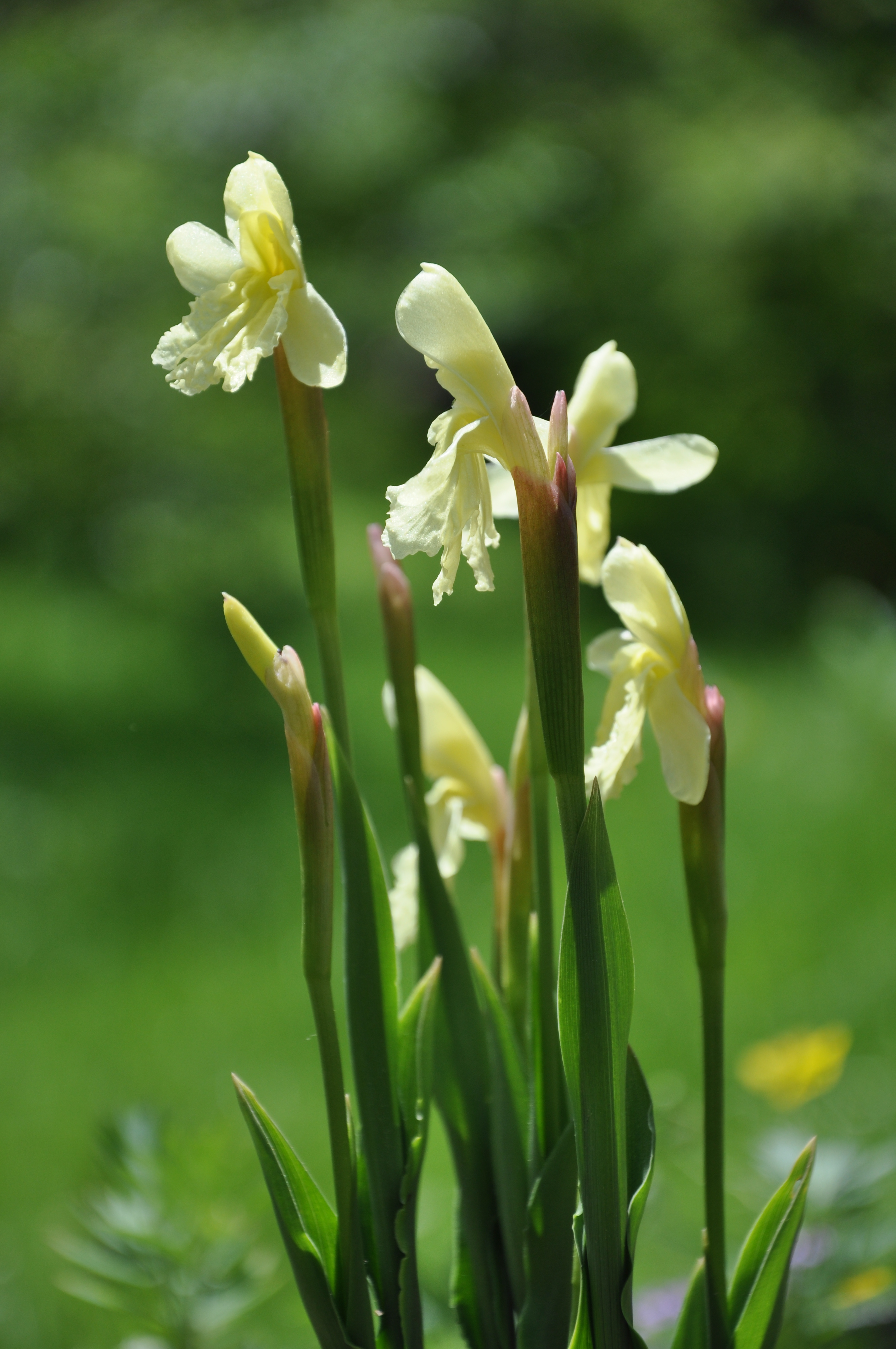